# 禹王镇
禹王镇，原为禹王乡，是中华人民共和国山西省运城市夏县下辖的一个乡镇级行政单位。2021年4月20日，撤乡设镇。

## 行政区划
禹王镇下辖以下地区：
禹王村、庙后辛庄村、郭里村、西赵村、中其里村、西其里村、史庄村、司马村、中秦村、秦寺村、西秦村、师冯村、东浒村、东浒庄村、秦家埝村和李庄村。